# Большая Каракша
 Большая Каракша  — деревня в Яранском районе Кировской области в составе Шкаланского сельского поселения.

## География
Расположена на расстоянии примерно 26 км по прямой на юг от города Яранск.

## История
Известна с 1802 года как деревня Каракша с 6 дворами, в 1873 году дворов 15 и жителей 117, в 1905 (Большая Каракша или Черемисская) 49 и 299, в 1926 64 и 307, в 1950 57 и 244, в 1989 году 111 жителей .

## Население
Постоянное население составляло 74 человека (мари 97%) в 2002 году, 41 в 2010.